# Popillia kolleri
Popillia kolleri är en skalbaggsart som beskrevs av Ohaus 1911. Popillia kolleri ingår i släktet Popillia och familjen Rutelidae. Inga underarter finns listade i Catalogue of Life.